# Canthocamptus kitaurensis
Canthocamptus kitaurensis is een eenoogkreeftjessoort uit de familie van de Canthocamptidae. De wetenschappelijke naam van de soort is voor het eerst geldig gepubliceerd in 1999 door Kikuchi in Ishida & Kikuchi.